# Hunter River, Prince Edward Island
Hunter River är en ort i Kanada.   Den ligger i provinsen Prince Edward Island, i den östra delen av landet, 1 000 km öster om huvudstaden Ottawa. Hunter River ligger 39 meter över havet och antalet invånare är 319.
Terrängen runt Hunter River är platt. Runt Hunter River är det ganska glesbefolkat, med 27 invånare per kvadratkilometer.. Närmaste större samhälle är Cornwall, 17,0 km sydost om Hunter River. 
Omgivningarna runt Hunter River är en mosaik av jordbruksmark och naturlig växtlighet.